# لورينزو أرياودو
لورينزو أرياودو (بالإيطالية: Lorenzo Ariaudo) لاعب كرة قدم إيطالي يلعب حاليا مع نادي كالياري في مركز قلب الدفاع.

## مسيرته مع الأندية
أرياودو كان ضمن صفوف نادي الدرجة الأولى يوفنتوس الإيطالي منذ 1998. انتقل اللاعب في يناير عام 2010 إلى نادي كالياري على سبيل الإعارة مع احقية شراء نصف بطاقتة وخاض مع الفريق 9 مباريات في الدوري الإيطالي الدرجة الأولى. وفي صيف 2010 مارس كالياري حقه بشراء نصف بطاقة اللاعب ليخوض موسم 2010\2011 بقميص ناديه الجديد.

## روابط خارجية
- لورينزو أرياودو على موقع الاتحاد الأوربي (الإنجليزية)
- لورينزو أرياودو على موقع قاعدة بيانات كرة القدم.إي يو (الإنجليزية)
- لورينزو أرياودو على موقع بيانات كرة القدم. دي إي (الألمانية)
- لورينزو أرياودو على موقع Soccerway.com (الإنجليزية)
- لورينزو أرياودو على موقع عالم كرة القدم.نت (الإنجليزية)
- لورينزو أرياودو على موقع كووورة
- لورينزو أرياودو على موقع AS.com (الإسبانية)